# Kadaka (Tallinn)

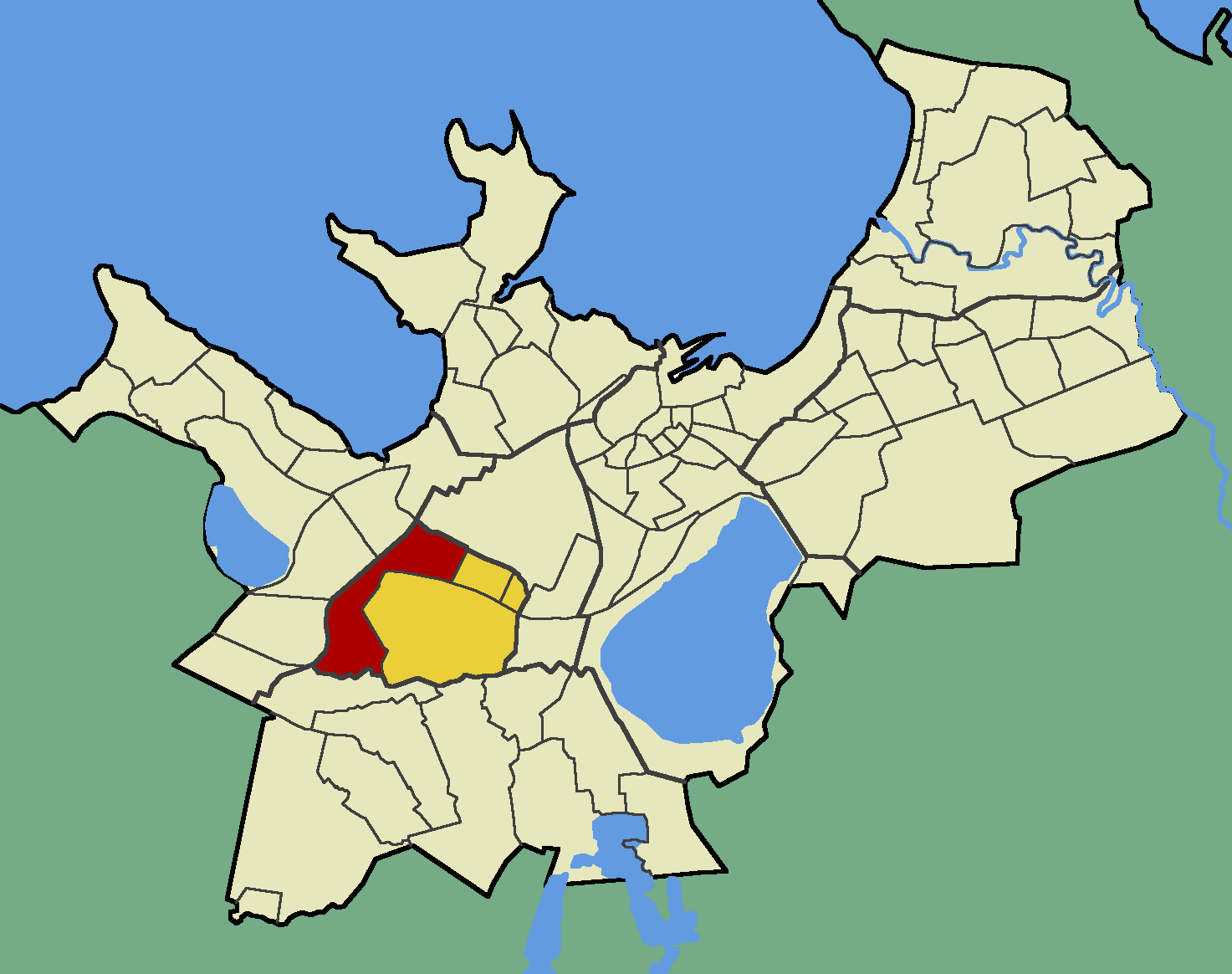
Der Bezirk Kadaka (rot) im Tallinner Stadtteil Mustamäe (gelb)

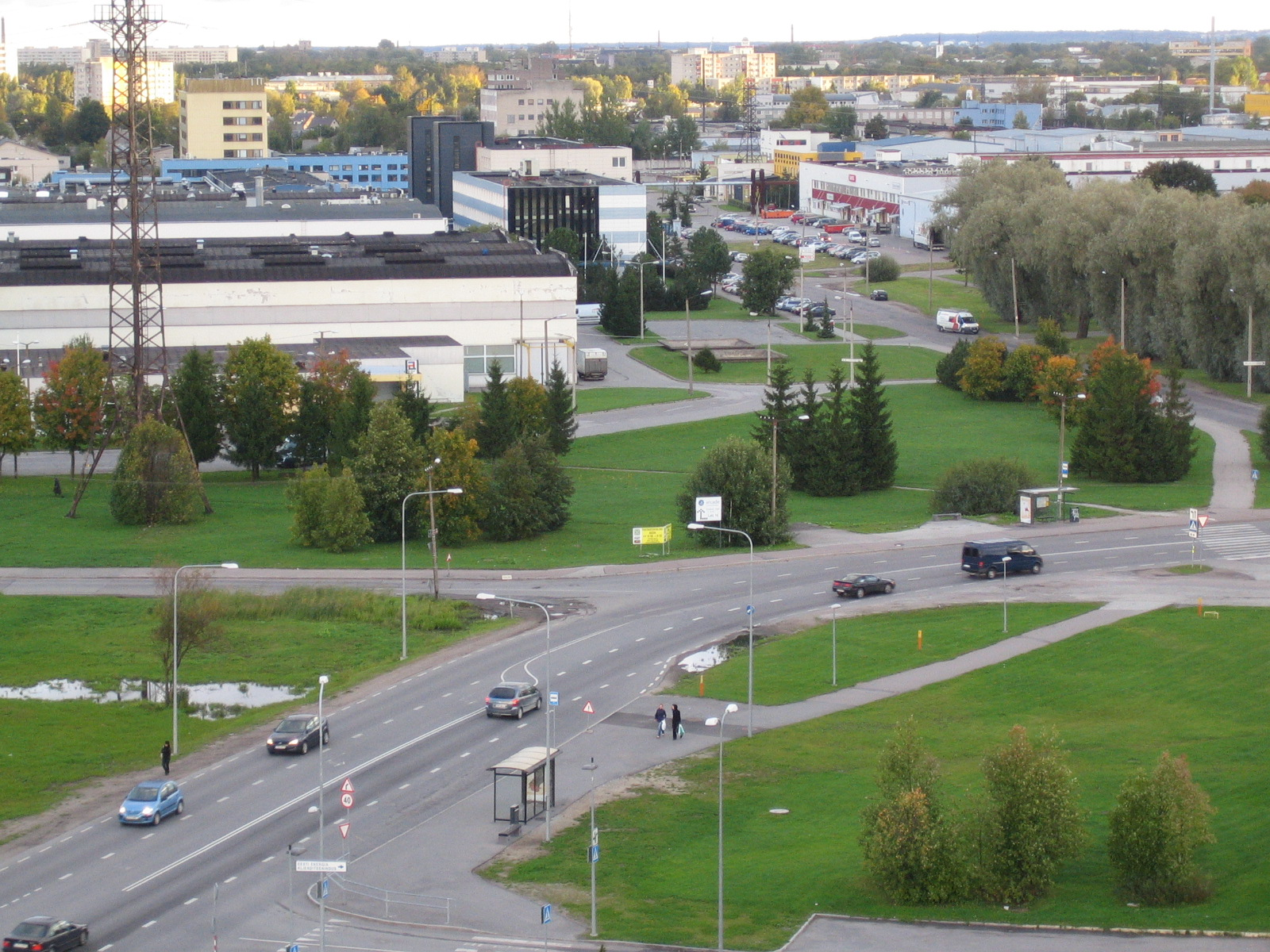
Blick auf Kadaka

Kadaka (zu Deutsch „Wacholder“) ist ein Bezirk (estnisch asum) der estnischen Hauptstadt Tallinn. Er liegt im Stadtteil Mustamäe.

## Beschreibung und Geschichte
Kadaka hat 2.199 Einwohner (Stand 1. Mai 2010). Der Bezirk liegt (süd)östlich des Harku-Sees.
Der Stadtbezirk erhielt seinen Namen nach dem ehemaligen Dorf Kadaka (Kadaka küla). Die Siedlung ist seit 1697 urkundlich belegt. Damals gehörte sie zur Michaeliskirche, der schwedischen Gemeinde von Tallinn. Der deutsche Name des Dorfes lautete Kaddak.
In den 1960er und 1970er Jahren entstanden in Kadaka Industrie- und Gewerbegebiete für die Stadt Tallinn. Zahlreiche sowjetische Unternehmen zogen damals aus der Tallinner Innenstadt nach Kadaka um. In Kadaka befinden sich heute unter anderem die Firmenzentrale des estnischen Energiekonzerns Eesti Energia sowie das Depot der Tallinner Busbetriebe.
Daneben entstanden einige teils neungeschossige Wohnhäuser in sowjetischer Plattenbauweise.
Im südlichen Teil des Stadtbezirks liegt der Campus der 1918 gegründeten Technischen Universität Tallinn (TTÜ). Dort ist auch der moderne Technologiepark TEHNOPOL mit einem Unternehmer- und Innovationszentrum angesiedelt.